# Hemiphaga
Hemiphaga is een geslacht van vogels uit de familie duiven (Columbidae).

## Soorten
Het geslacht kent de volgende soorten:
- Hemiphaga chathamensis – Chathamduif
- Hemiphaga novaeseelandiae – Nieuw-Zeelandse duif